# Der alte Mann und das Meer

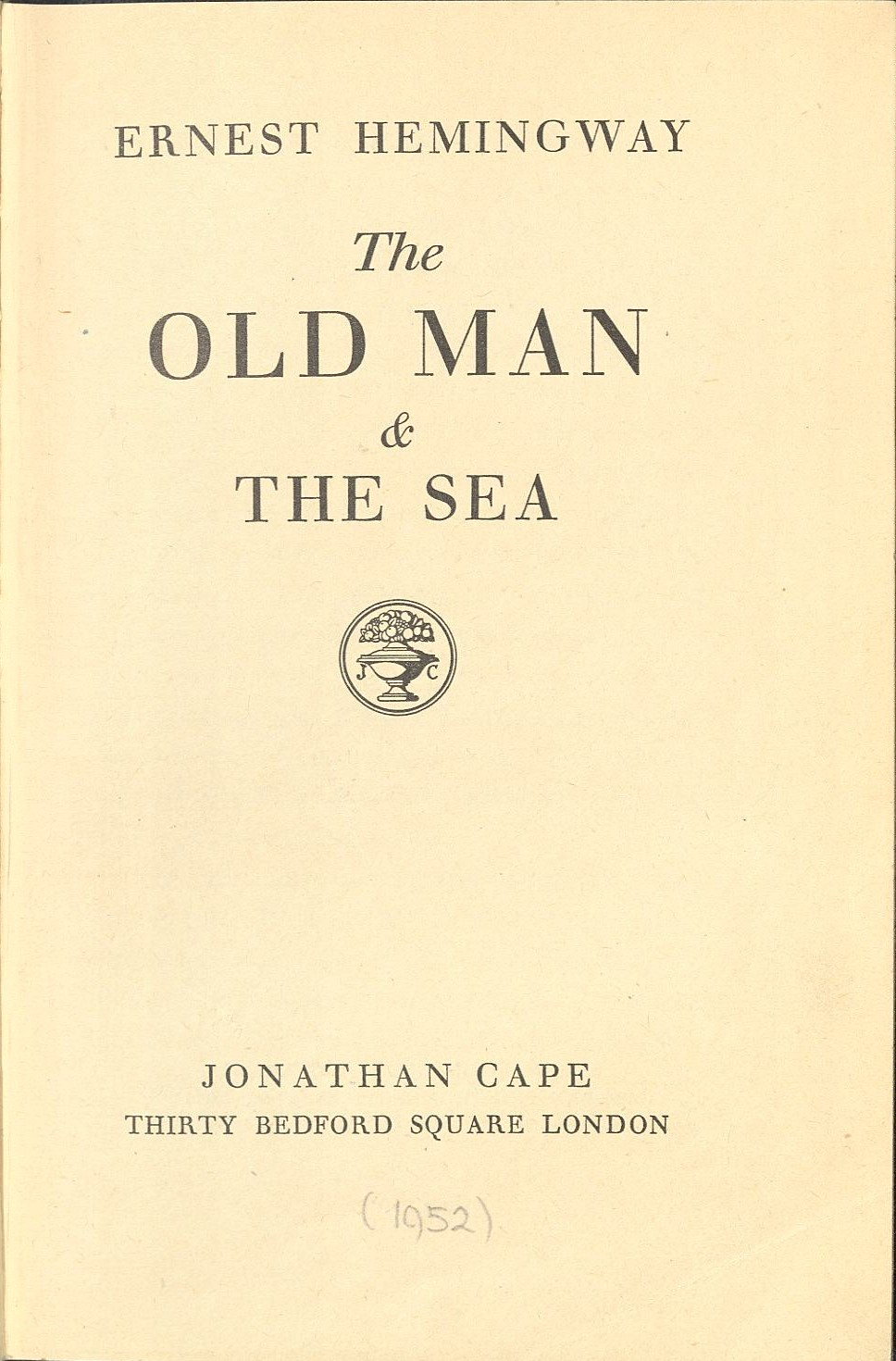
Erstausgabe im Vereinigten Königreich bei Jonathan Cape, 1952

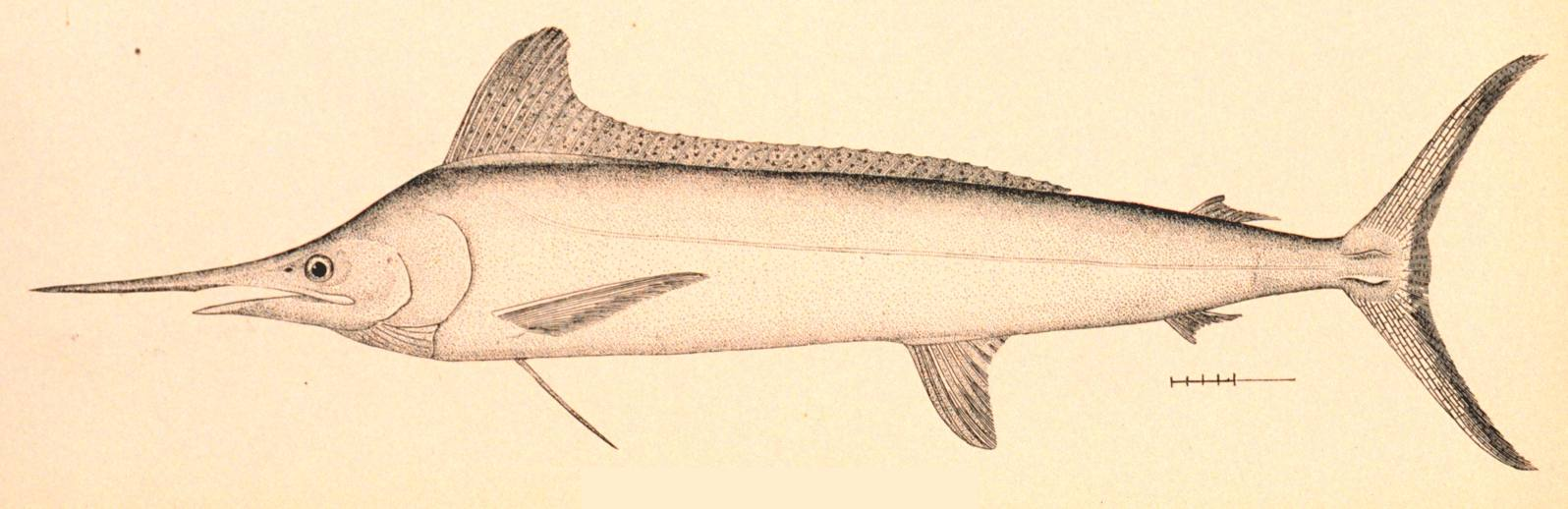
Ein Marlin

Der alte Mann und das Meer (Originaltitel The Old Man and the Sea) ist ein von Ernest Hemingway im Frühling 1951 auf Kuba geschriebener Kurzroman, der im September 1952 erstmals in der Zeitschrift Life veröffentlicht wurde. Die erste Buchfassung wurde im selben Jahr vom Scribner Verlag in New York herausgegeben.
The Old Man and the Sea ist Hemingways letztes Werk, das zu seinen Lebzeiten erschien, und gilt als eines seiner bekanntesten. Im Mittelpunkt der Handlung steht der kubanische Fischer Santiago, der mit einem riesigen Marlin ringt. Obwohl das Werk Gegenstand einer harten Kritik war, zählt es zu den bedeutendsten Werken in der Literatur des 20. Jahrhunderts. Der alte Mann und das Meer bestätigte noch einmal Hemingways Rang in der Weltliteratur und trug dazu bei, dass ihm 1954 der Nobelpreis für Literatur verliehen wurde.

## Handlung
Der alte Mann und das Meer erzählt den epischen Kampf zwischen einem alten, erfahrenen Fischer und einem gigantischen Marlin, dem wahrscheinlich größten Fang seines Lebens.
Die Novelle beginnt damit, dass der Fischer Santiago – seit 84 Tagen ohne erfolgreichen Fang – heimkehrt. Er ist vom Pech verfolgt. Die Eltern seines Gehilfen Manolin haben diesem bereits verboten, weiterhin mit Santiago auszufahren. Sie schicken Manolin stattdessen mit erfolgreicheren Fischern hinaus auf das Meer. Manolin ist aber Santiago noch immer verbunden und schleicht sich abends in dessen Hütte, schleppt die Netze des alten Mannes und bringt ihm Essen. Oft reden die beiden über US-amerikanischen Baseball, besonders über Joe DiMaggio, Santiagos großes Idol. Eines Tages erklärt Santiago dem Jungen zuversichtlich, er werde am nächsten Morgen weit in den Golf hinausfahren, um seine Pechsträhne zu beenden.
So fährt Santiago am 85. Tag allein weit in den Golf hinaus. Er legt seine Leinen aus. Gegen Mittag beißt ein großer Fisch an. Santiago ist sicher, einen Marlin am Haken zu haben. Er kann den großen Fisch nicht in das Boot hieven, stattdessen zieht der Marlin das Gefährt hinter sich her. Es vergehen zwei Tage und zwei Nächte des Kampfes, in denen der alte Mann die schneidende Leine mit schmerzenden Händen umklammert hält. Wegen der Wunden und der Qual, die der Marlin ihm zufügt, entwickelt Santiago eine geistige Verbundenheit zu dem Fisch. Er beginnt, ihn Bruder zu nennen.
Am dritten Tag des Leidensweges beginnt der Fisch zu kreisen – ein Anzeichen von Erschöpfung. Santiago, völlig ausgelaugt und im Delirium, greift nach seiner Harpune und tötet damit den gewaltigen Marlin.
Er bindet den Fisch an sein Boot und macht sich auf den Heimweg. Der Fisch wird einen guten Preis erzielen und viele Menschen satt machen, denkt er. Bei diesen Überlegungen stellt Santiago fest, dass der kraftvolle Marlin eine außergewöhnliche Würde besitzt. Kein Mensch habe das Recht, ihn zu verspeisen.
Auf dem weiteren Heimweg zieht das in das Wasser tropfende Blut des Marlins eine Vielzahl von Haien an. Den ersten, einen großen Makohai, kann Santiago mit seiner Harpune töten, die er dabei jedoch verliert. Doch auch ohne diese Waffe tötet er drei weitere Haie mit Hilfe seines Messers, das aber zerbricht. Mit einem Knüppel versucht er, weitere Haie zu erschlagen, ohne großen Erfolg. Nachts reißen auch andere Raubfische das restliche Fleisch vom Körper des Marlins. Santiago bleibt nur das blanke Skelett. Schließlich erreicht er vor der Morgendämmerung des vierten Tages den Hafen. Santiago geißelt sich selbst dafür, den Marlin verloren zu haben, und schleppt den schweren Mast seines Bootes auf seinen Schultern zur Hütte. Dort fällt er sofort in einen tiefen Schlaf.
Am nächsten Tag treffen viele Fischer an Santiagos Boot zusammen, an dem immer noch das Skelett des Marlins festgebunden ist. Touristen aus einem nahen Café halten es für ein Haiskelett. Manolin, der ehemalige Lehrling von Santiago, ist auch unter ihnen und sorgt sich um den alten Mann. Er bricht in Tränen aus, als er ihn sicher schlafend und mit aufgerissenen Händen findet. Anschließend bringt er ihm die Zeitung und Kaffee. Nach Santiagos Erwachen versprechen sich die beiden, wieder zusammen zu fischen. Santiago schläft vorerst aber weiter und träumt von Löwen an einem afrikanischen Strand.

## Überlagerung verschiedener Bedeutungsschichten
In The Old Man and the Sea wird die Handlung durchgehend mit einer autobiografischen, gesellschaftskritischen, intertextuellen und religiösen Bedeutungsschicht verwoben. Bereits in den ersten Sätzen der Exposition verknüpft Hemingway die Handlung mit einer religiösen Bedeutungsebene; die Einführung in die Situation wird sprachlich in einer Form dargeboten, die Anklänge an Hiob 1,1  und im zweiten Satz an die Versuchung Christi in der Wüste (Matthäus 4,2  und Lukas 4,2 ) enthält. Wie im Schicksal Hiobs im Alten Testament und in der Episode aus dem Leben Christi geht es in der Geschichte des alten Mannes um das Thema der Versuchung, des Ausharrens und der Bewährung.
Einige Interpreten sehen in Der alte Mann und das Meer hintergründig die Beziehung 'Der Mensch und Gott'. Der alte Mann stehe für den 'schlichten und braven' Menschen, das Meer symbolisiere die schöpferische Evolution. Hemingways Novelle handle im religiösen wie im nicht-religiösen Sinne von der Begrenztheit des Menschen und der Allmacht der Natur.
Das Motiv des einsamen Fischfangs verweist intertextuell auf Ahabs Kampf mit dem weißen Wal in Melvilles Moby-Dick; wenig später wird mit der Erwähnung des Hafenrestaurants und der Einführung der Gesellschaft und des sozialen Umfelds die Melville-Schicht ihrerseits wiederum mit der sozialkritischen Bedeutungsebene vernetzt. Die Handlung selbst bewegt sich zunächst im Rahmen des Hemingwayschen Schemas einer Darstellung des unvermeidlichen Existenzkampfes, dessen Schilderung geprägt ist durch die Zusammenfügung einfacher Verben und Substantive in einfachen, jedoch stilisierten Sätzen. Santiago steht als Protagonist in einer langen Tradition Hemingwayscher Helden (Code Hero) mit deutlichen autobiografischen Zügen, die Hemingways eigene Anschauungen vertreten, jedoch in dieser Novelle zugleich mit dem Autor altern.
Der Hintergrund wird Hemingways eigenen Aussagen zufolge in Anlehnung an Cézanne großflächig gezeichnet; der Löwentraum des alten Mannes bringt als Leitmotiv die autobiografische Bedeutungsschicht zum Ausdruck. Nach dem ersten Traum am Abend vor der Ausfahrt hilft der Traum dem alten Mann die Leiden zu bestehen und schließt in scheinbarer Tröstung die Geschichte ab. Daneben steht die Erinnerung Santiagos an den siegreich bestandenen Kampf mit dem Schwarzen aus Cienfuegos. Einstmals stark, hatte er geglaubt, den anderen und der Umwelt trotzen zu können, um sich zu behaupten. Die glanzvolle, große Zeit ist jedoch vorüber; er kämpft einzig noch um des Kampfes willen und lebt von der Erinnerung. So besteht Santiago zwar seinen letzten großen Kampf; der endgültige Sieg ist ihm jedoch verwehrt, es bleibt nur die Einsamkeit.
In den Motiven des Traumes und der Erinnerung äußert sich die Problematik des inneren Selbstvertrauens; Santiago muss sich die Frage stellen, ob seine Zuversicht in die Einsamkeit (confidence in loneliness) nicht letztlich nur Traum oder Illusion sei – ein Selbstbetrug, um sein Leben erträglich zu machen. Wenngleich Santiago in diesem Selbstbetrug eine Würde findet, die auch von seiner Umwelt anerkannt wird, bleibt jedoch fraglich, ob diese Art von Würde sinnvoll ist.
In autobiografischer Hinsicht schwächt Hemingway demgemäß mit der Gestalt des Santiago sein eigenes Ideal ab, das er bislang in seinem literarischen Werk als Lebensmöglichkeit dargestellt und zum Teil in seinem eigenen Leben auch vorgelebt hat: In dem Kampf mit dem Fisch erkennt der alte Mann seine eigenen Grenzen und akzeptiert sie; Santiago muss im Altern ebenso wie der Schriftsteller selber seine Kraft stets aufs Neue beweisen.
Anders als die Erzählfigur des Nick Adams, der in Indian Camp mit der Erfahrung, dass Leben und Tod untrennbar zusammengehören, zugleich das Gefühl verbindet, er würde niemals selber sterben, ist Santiago als Held dem Tode weitaus näher; The Old Man and the Sea stellt nunmehr den Übergang des Hemingwayschen Helden vom Erwachsensein in das Greisenalter dar, in dem die Kraft allmählich versiegt.
Die Verbindung zur Ebene der Gesellschaftskritik wird über die Figur des Manolin und der Thematik der Partnerschaft hergestellt, die an die Stelle der natürlichen Vaterschaft bzw. der Liebesbeziehung zwischen Mann und Frau in den frühen Werken Hemingways tritt. Leitmotivisch klingen mit dem Baseballspiel gleichermaßen die weiteren Themen an: Zeitung, Radio und das soziale Umfeld im Hafenrestaurant.
Leitbild ist die der Realität entstammende Figur des großen Baseballspielers Joe DiMaggio, der sich von den anderen Baseballspielern durch sein Bewusstsein unterscheidet, dass er als großer Einzelkämpfer zugleich Teamspieler ist. Auch er erduldet das Leiden und kämpft weiterhin für seine Mannschaft trotz einer schmerzhaften Fußknochenverletzung. Die Yankees können nicht verlieren, wenn er wieder der alte ist; mit dieser beabsichtigten Szenenaussage wird gleichzeitig deutlich, dass Hemingway hier, wie sich auch in der Nähe und Verbundenheit von Manolin und Santiago zeigt, den Traum vom unabhängigen Einzelkämpfer aufgibt und sich zur Vorstellung einer Gemeinschaft bekennt, in der durch Solidarität aus Individualisten gleichberechtigte Partner werden. Erst durch diese Art des Zusammenwirkens und der gegenseitigen Hilfe und Unterstützung kann die historische Vorstellung von „Life, Liberty and the Pursuit of Happiness“ dt. „Leben, Freiheit und das Streben nach Glückseligkeit“ aus der amerikanischen Unabhängigkeitserklärung in der zeitgenössischen gesellschaftlichen Realität umgesetzt und erfüllt werden. In sentenzhafter, gleichsam beschwörender Form wird der Glaube an den American Dream derart in The Old Man and the Sea wiederholt bekräftigt.

## Hintergründe und Publikationsgeschichte

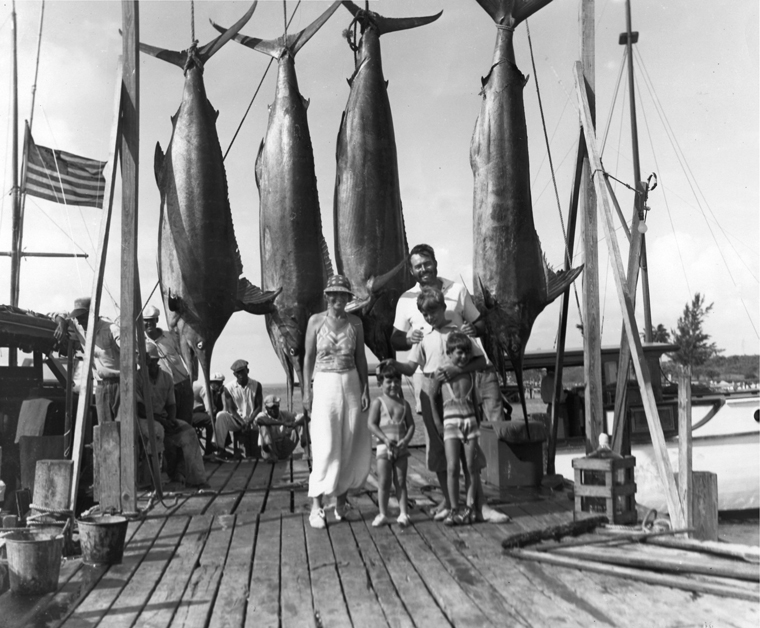
Ernest Hemingway mit Familie und vier gefangenen Marlinen, 1935

Die meisten Biografen sind sich einig, dass die Werke Hemingways, die nach Wem die Stunde schlägt erschienen, also nach 1940 und bis 1952, die schwächsten seiner Karriere sind. Vor allem die Novelle Über den Fluss und in die Wälder von 1950 wurde von der Kritik nahezu einmütig als Selbstparodie beurteilt. Offenbar führte seine Teilnahme am Zweiten Weltkrieg als alliierter Kriegsberichterstatter nicht zu einer ebenso fruchtbaren Schaffensphase, wie sie seine Erlebnisse im Ersten Weltkrieg (In einem Anderen Land, 1929) oder im Spanischen Bürgerkrieg (Wem die Stunde schlägt) nach sich gezogen hatten.
Bereits 1936 erschien in der Zeitschrift Esquire die Kurzgeschichte On the Blue Water. Hemingway hatte ursprünglich geplant, diese Geschichte von Santiago dem Fischer, aus der sich später Der alte Mann und das Meer herausbildete, als Teil eines großen Werks, das er The Sea Book nennen wollte, zu verwenden. Einige Aspekte dieses geplanten Buchs finden sich in dem postum veröffentlichten Roman Inseln im Strom. Positive Resonanz auf die Santiago-Geschichte veranlasste Hemingway aber dann doch, ein selbstständiges Werk zu verfassen.
Die etwa 27.000 Wörter umfassende Novelle erschien erstmals 1952 ungekürzt in der September-Ausgabe des Literaturmagazins Life. Von dieser Ausgabe wurden 5,2 Millionen Hefte binnen zwei Tagen verkauft. Gewidmet hat Hemingway das Buch seinem Verleger Charles Scribner und seinem Lektor Maxwell Perkins.
Bis Jahresende wurde The Old Man and the Sea in neun europäische Sprachen übersetzt; in den nächsten fünf Jahren erschienen weltweit Übersetzungen in 26 Sprachen.
Hemingway veröffentlichte The Old Man and the Sea erst zwei Jahre nach der Entstehung fast genau 100 Jahre nach dem Erscheinen von Melvilles Roman um Ahabs Kampf mit dem weißen Wal 1851; dieser von Hemingway gewählte Zeitpunkt der Erstveröffentlichung deutet darauf hin, dass er beabsichtigte, sein Werk zur 100-Jahr-Feier von Moby-Dick zu präsentieren.
Ursprünglich war Der alte Mann und das Meer als dritter Teil eines opus magnum über das Land, die Luft und das Meer geplant, das vermutlich auf umfassende Weise Hemingways gesellschaftskritische Sicht des modernen Zeitalters schildern und gestalten sollte.
Hemingways persönliche Notizen und die von ihm eigenhändig korrigierten und überarbeiteten Druckfahnen der Novelle, die zuvor in Havanna verblieben und öffentlich nicht zugänglich waren, wurden 2002 mit Genehmigung Fidel Castros offiziell der John F. Kennedy Presidential Library in Boston übergeben.
Ins Deutsche wurde die Novelle von Annemarie Horschitz-Horst übersetzt. Diese bis 2012 einzige deutschsprachige Version erschien zuerst 1952 gleichzeitig im Steinberg-Verlag in Zürich und im Rowohlt-Verlag in Hamburg. Kurioserweise war bei einem Teil der frühen Ausgaben der Originaltitel falsch geschrieben als „The Old Men and the Sea“, zu deutsch „Die alten Männer und das Meer“. Das Buch ist mit knapp einer Million Exemplaren auch in Deutschland ein Bestseller. 2012 erschien beim Rowohlt-Verlag eine Neuübersetzung von Werner Schmitz.

## Inspiration für die Hauptfigur

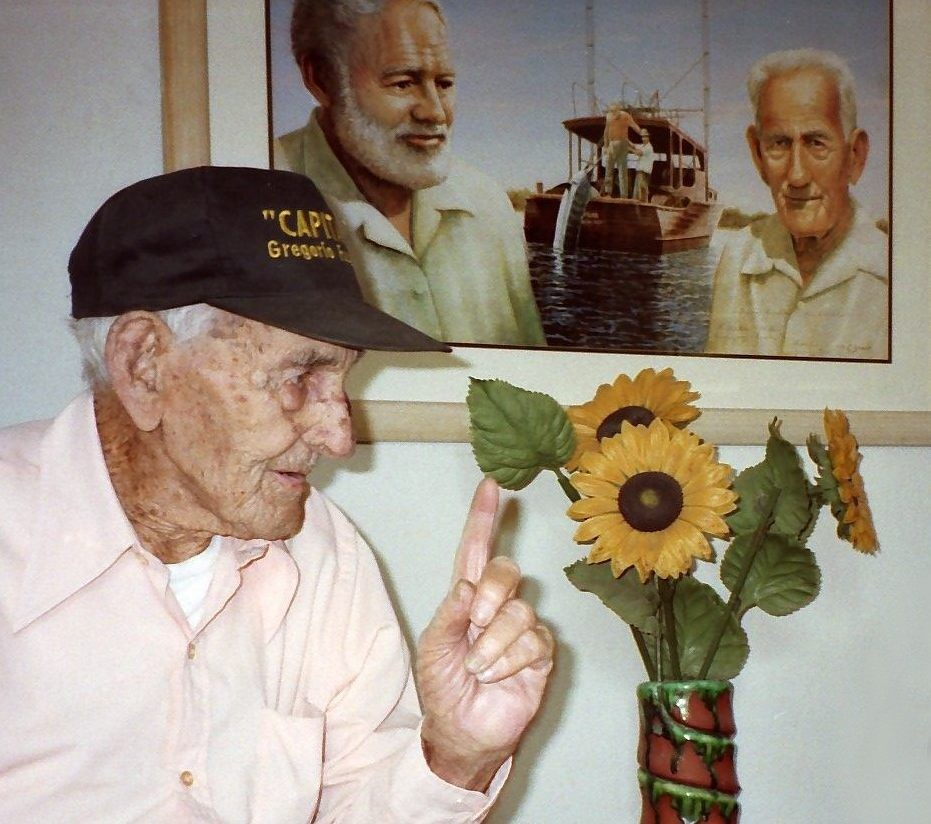
Gregorio Fuentes 1998, auf dem Foto ist die Pilar zu erkennen.

Zum Vorbild für die Figur des alten Fischers befragt, sagte Hemingway zu einem Journalisten: „Es ist der Kampf eines Menschen mit einem Fisch […] Der alte Mann ist keine bestimmte Person … Eine Menge Leute haben behauptet, dieser oder jener sei der alte Mann, und jemand anderes sei das Kind. Es ist eine große Eselei! Ich schrieb diese Geschichte auf Grund meiner Erfahrungen im Fischfang, die ich im Laufe von dreißig Jahren in diesen Gewässern und auch schon vorher machte. Die meisten Fischer aus Cojímar haben ähnliche Erfahrungen gemacht … Wenn der alte Mann jemand ist, so ist er der Vater des Chago, der vor vier Jahren gestorben ist. Ich habe oft mit ihm gefischt.“
Die Biografen sind sich jedoch weitgehend einig, dass als Vorlage für die Figur des Santiago der kubanische Fischer Gregorio Fuentes diente, der vor allem unter seinem Spitznamen Goyo bekannt geworden ist.
Fuentes wurde 1897 auf Lanzarote geboren und wanderte im Alter von sechs Jahren mit seinen Eltern nach Kuba aus. Dort lernte er 1928 Hemingway kennen, um dessen Boot er sich in den folgenden Jahren gegen ein Entgelt kümmerte. Hemingway selbst lebte ab 1940 zusammen mit seiner dritten Frau Martha Gellhorn, ab 1946 mit Mary Welsh, seiner vierten Ehefrau, auf Kuba. Eine seiner liebsten Beschäftigungen dort war es, mit seinem Boot, das er Pilar getauft hatte, zu segeln und zu fischen.
Zwischen den beiden Männern entstand eine enge Freundschaft. Fuentes arbeitete über 30 Jahre lang als Kapitän der Pilar, dies schließt die Zeit mit ein, in der sich Hemingway nicht auf Kuba aufhielt. Er fischte vom Hafen Cojímar nahe Havannah im Golfstrom, in dem wegen seines Nahrungsreichtums große Raubfische wie der Marlin und Haie jagen.
Fuentes selbst gab an, dass die Geschichte nicht direkt auf ihn zurückgehe. Vielmehr basiere sie auf einer Begegnung Hemingways während einer Ausfahrt zum Fischen. Er und sein Freund Carlos Gutierrez trafen einen alten Fischer und einen Jungen als Begleiter, die auf einem wackeligen Holzboot gegen einen großen Fisch kämpften. Hemingway und Gutierrez boten den beiden ihre Hilfe an, die aber vehement zurückgewiesen wurde.
Fuentes starb 2002 im Alter von 104 Jahren an Krebs. Kurz vor seinem Tod spendete er die Pilar, die ihm Hemingway testamentarisch vermacht hatte, der kubanischen Regierung, die das Boot vor dem ehemaligen Farmhaus Hemingways „Finca Vigía“ bei Havanna ausstellt. Der alte Mann und das Meer hat er, weil er Analphabet war, nie gelesen.
Da Gregorio Fuentes 1952 erst 54 Jahre alt war, damit zu jung als Vorbild für den Fischer Santiago, gehen andere Hemingway-Forscher davon aus, dass sich hinter der Person des Fischers nicht eine Person, sondern eine Vielzahl von Vorbildern versteckt. Die Hemingway bekannten Fischer von Cojímar wie Anselmo Hernández, Carlos Gutiérrez oder Miguel Ramírez haben die Hauptperson dieser Novelle beeinflusst.

## Reaktionen und kritische Analyse
Der alte Mann und das Meer belebte Hemingways literarische Reputation erneut und führte zu einer Neubewertung seines ganzen Werks. Die Novelle wurde schnell sehr populär und schuf ein neues Vertrauen der Leser in Hemingways Talent. Der Verleger Charles Scribner nannte die Novelle Neue Klassik und verglich sie mit William Faulkners Der Bär von 1942 und Herman Melvilles Moby-Dick von 1851. Faulkner selber lobte das Werk als „Hemingways bestes Buch“.
Im Gegensatz zu vorangegangenen Arbeiten Hemingways war auch das Echo der Literaturkritiker anfangs durchaus positiv, obwohl das Werk unterschiedlich verstanden und gedeutet wurde. Der eine Teil der Kritik nahm The Old Man and the Sea als die Erzählung einer einfachen Fischfanggeschichte auf, deren Handlung weitgehend im Hemingwayschen Sinne als realistische Darstellung eines lebensnotwendigen Existenzkampfes zu verstehen sei, während in anderen Positionen die Bedeutung der Erzählung zu einer durchgezogenen Parabel erhöht wurde.
In der Folgezeit wechselte die frühe Kritik von dem ursprünglich positiven Bild, das bis zur Verehrung der vorsichtigen Mystik und pseudoreligiösen Intonation reichte, zu einer Ablehnung und Reduktion seiner Bedeutung auf bloße Täuschung. Letzteres mit dem Hinweis darauf, dass Hemingway, einst ein hingebungsvoller Schüler des Realismus, sich in einer Schilderung Santiagos in eine übernatürliche, fast hellseherische Unmöglichkeit verliere und scheitere.
So folgte der anfänglich eher überschwänglichen Rezeption der Erzählung eine Interpretation der Novelle als enttäuschendes kleineres Werk. Erwähnenswert in Bezug auf diesen Wechsel ist vor allem der Kritiker Philip Young. 1952, gleich nach dem Erscheinen der Novelle, schrieb dieser: „[Es ist das Buch], in dem [Hemingway] das feinste einzelne Ding, das er je ausdrückte und das er je auszudrücken hoffen kann, ausdrückt.“ 1966 bemerkte derselbe Autor, dass in „der verfehlten Novelle“ Hemingway sich zu oft „selbst verliert“.
Hemingways Biograf, Kenneth S. Lynn, hielt das Werk für „eine kaum verschleierte Parabel über Hemingways Kampf mit sich selbst als Schriftsteller und als Mann.“
Erst in der nachfolgenden literaturwissenschaftlichen Diskussion und Auseinandersetzung mit dem Werk fielen die Analysen und Werkbeurteilungen differenzierter aus.
Hemingways Formulierung aus der Novelle: „Man kann vernichtet werden, aber man darf nicht aufgeben“ ist als Aphorismus in den allgemeinen Sprachgebrauch aufgenommen worden.

## Auszeichnungen
Der alte Mann und das Meer wurde mehrfach ausgezeichnet. Am 4. Mai 1953 erhielt Hemingway für die Novelle den Pulitzer-Preis für Belletristik. Im selben Jahr wurde ihm von der American Academy of Letters die Award of Merit Medal for the Novel verliehen. 1953 war Hemingway für die Novelle auch für den National Book Award nominiert, unterlag jedoch Ralph Ellison. Schließlich erhielt Hemingway 1954 den Nobelpreis für Literatur, „für seine Meisterschaft in der Kunst des Erzählens, erst gerade demonstriert in ‚Der alte Mann und das Meer‛, und für seinen Einfluss, den er auf den heutigen Stil hatte.“
Der alte Mann und das Meer wurde in die ZEIT-Bibliothek der 100 Bücher aufgenommen.

## Film und Theater
Die Novelle wurde mehrfach verfilmt. Bereits 1958 entstand die erste Verfilmung mit Spencer Tracy als Santiago und Felipe Pazos als Manolin. Das Drehbuch wurde von Peter Viertel adaptiert. Regie führten John Sturges, sowie, ungenannt, Henry King und Fred Zinnemann. Der Film gewann den Academy Award für die beste Musik und war nominiert in den Kategorien „Bester Hauptdarsteller“ und „Beste Kamera“. Der film-dienst bezeichnet den Film als eine „textgetreue, aber der Atmosphäre und dem literarischen Rang nur teilweise gerecht werdende Verfilmung von Hemingways gleichnamigem Kurzroman; in der Verkörperung der Hauptperson vorzüglich, überdenkenswert in den spirituellen Dimensionen.“
1989 entstand als Neuverfilmung ein Fernsehfilm mit Anthony Quinn in der Rolle des Santiago. In dieser Version tauchen zwei Figuren auf, die nicht in der Novelle vorkommen: Tom und Mary Pruitt, gespielt von Gary Cole und Patricia Clarkson. Regie führte Jud Taylor nach dem Drehbuch von Roger O. Hirson.
Der 1990 unter der Regie von Fernando Pérez entstandene kubanische Film Hello Hemingway handelt von dem Mädchen Larita, das den Roman Der alte Mann und das Meer liest, und davon träumt, zu studieren. Ihr durch die sozialen Verhältnisse bedingtes Scheitern vollzieht sich parallel zum Scheitern des Fischers im Roman.
Im Jahr 1999, dem 100. Geburtsjahr Hemingways, erschien mit The Old Man and the Sea ein aus 29.000 handgemalten Einzelbildern bestehender Großbildanimationsfilm von Alexandr Petrov. Das Projekt war 1995 begonnen worden, nachdem Petrov die kanadische Animationsfilmfirma Productions Pascal Blais getroffen hatte. Dieser Film gewann 2000 den Oscar als bester animierter Kurzfilm.
Der im Jahr 2013 erschienene Kinofilm All Is Lost mit Robert Redford in der Hauptrolle, in dem ein Mann nach dem Verunglücken seiner Yacht allein den Kampf gegen Wind und Wetter aufnimmt, ist zwar keine direkte Adaption des Buches, der Novelle in mehreren Punkten jedoch sehr ähnlich. Dies betrifft vor allem die Einsamkeit, den Kampfeswillen und die wiederkehrenden und schwerer wiegenden Rückschläge. Von der Filmkritik wurden diese Parallelen immer wieder betont.
Im Jahr 2011 wurde die Novelle erstmals als Theaterstück am Kap Arkona auf Rügen aufgeführt. Die Hauptrolle hatte Horst Janson übernommen, Regie führte Jens Hasselmann.

## Wirkungsgeschichte
Zahlreiche Anspielungen in der Popkultur verweisen auf Hemingways Novelle, z. B. in einzelnen Folgen der Fernsehserien Arrested Development, Family Guy, Die Simpsons, South Park und anderen. Der Titel der Novelle war Inspiration für den Namen der dänischen Prog-Rock-Band The Old Man & The Sea. In der Bandautobiografie Bis zum bitteren Ende… der Rockgruppe Die Toten Hosen trägt das Kapitel über den Schlagzeuger Wolfgang „Wölli“ Rohde die Überschrift „Der alte Mann und die Snare“.

## Sonstiges
Der Spiegel wies 1952 in seiner Rezension der Novelle anlässlich der Veröffentlichung der deutschen Erstausgabe darauf hin, dass zur Überraschung der amerikanischen Kritiker der „leidgeprüfte alte Fischer zum erstenmal 1936 in einem Artikel [auftauchte], den Hemingway für das Herrenmagazin ‚Esquire‘ geschrieben hatte.“ Süffisant wurde in dieser Rezension betont, dass jene Kritiker, „die in dem großen Fisch ein Symbol für Hemingways vorhergehenden, von der Kritik nicht sehr günstig aufgenommenen Roman ‚Über den Fluß und in die Wälder‘ gewittert hatten“, mit dieser Deutung völlig daneben gelegen hätten.

## Literatur

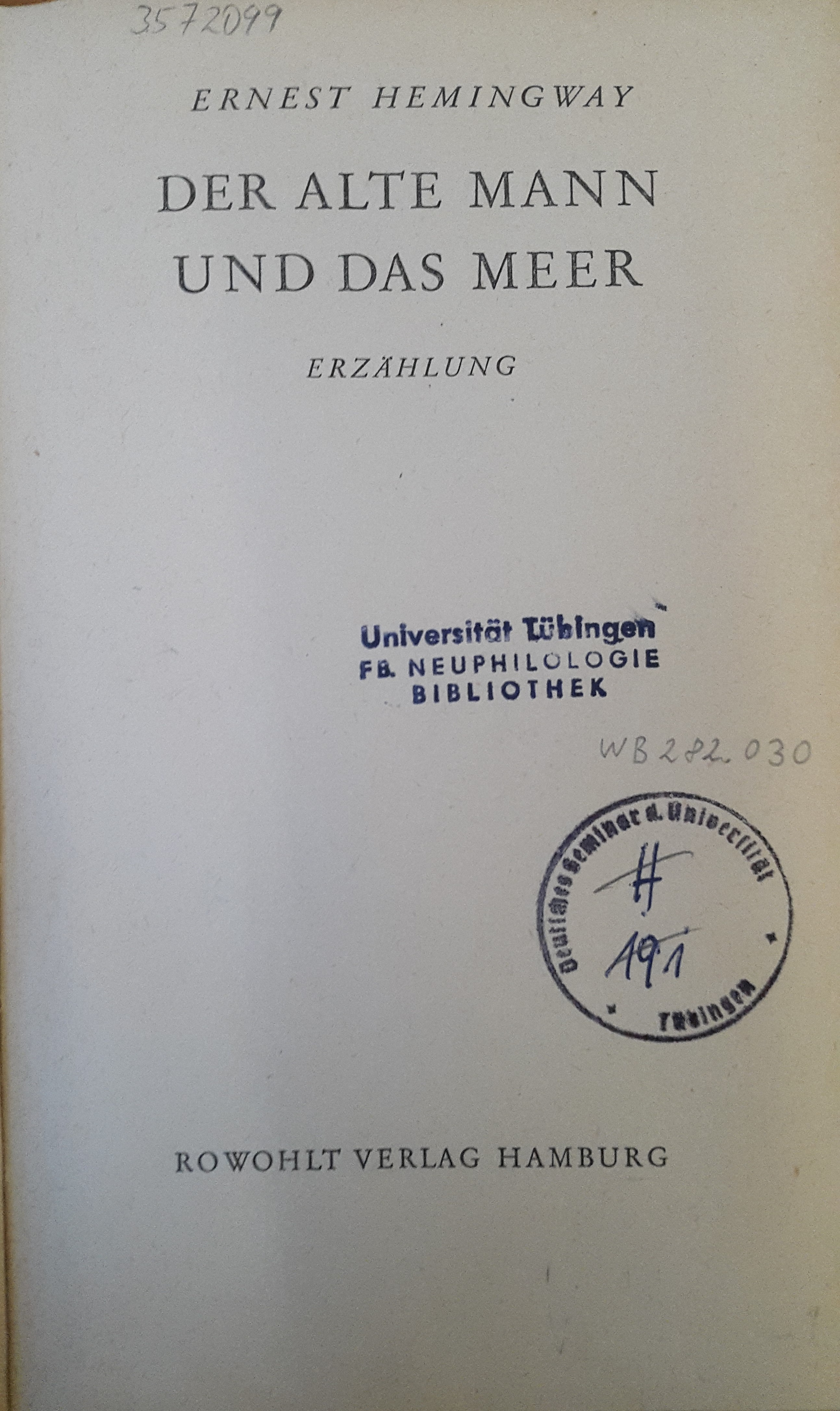
Erstausgabe der deutschen Übersetzung, 1952

## Hörbücher
Es gibt drei deutschsprachige Lesungen, die auch auf CD veröffentlicht wurden:
- Sprecher: Rolf Boysen / ungekürzt – Litraton 1998 – ISBN 3-89469-524-2
- Sprecher: Wolfgang Dehler / gekürzt – 63 Min. – MCS Media & Communication Systems 2005 – ISBN 3-937488-09-X
- Sprecher: Christian Brückner / ungekürzt – 181:38 Min. – Parlando 2012 – ISBN 978-3-941004-45-0